# بخش بث (شهرستان گرین، اوهایو)
بخش بث (به انگلیسی: Bath Township) یک منطقهٔ مسکونی در ایالات متحده آمریکا است که در شهرستان گرین، اوهایو واقع شده‌است.
 بخش بث ۹۸٫۰ کیلومتر مربع مساحت و ۳۹٬۳۹۲ نفر جمعیت دارد و ۲۶۲ متر بالاتر از سطح دریا واقع شده‌است.